# Rainforest Cafe

Logotype non schématique.

Rainforest Cafe est une chaîne de restaurants avec boutique. C'est un type, devenu courant, de restaurant à thème ; ici c'est la forêt vierge.
La devise est « A wild place to shop and eat ».
La société a été fondée le 3 février 1994 dans le Minnesota, en raison de l'ouverture de premier restaurant dans le Mall of America.
En 1997, la chaîne ne comptait que six restaurants, tous aux États-Unis, mais déjà un dans un parc Disney. En 1998 les projets étaient de construire 10 restaurants supplémentaires aux États-Unis dans l'année, sept au Mexique et cinq au Royaume-Uni sur 10 ans.
Mais la chaîne ne put se développer comme elle le désirait. Elle dut renoncer à plusieurs projets et fermer quelque restaurants principalement aux États-Unis.
Fin 2000, Rainforest Cafe a été rachetée par Landry's Restaurant Inc, une société de chaînes de restaurants à thème, basée à Houston au Texas. Cette société possède aussi le Fulton's Crab House dont l'un est à Walt Disney World Resort.
À ce jour la société compte 27 restaurants aux États-Unis, 3 au Mexique, 2 au Canada et un en France, au Royaume-Uni et au Japon.

## Principaux restaurants
- Les parcs Disney :
  - Downtown Disney à Disneyland Resort (Californie) (fermé le 17 juin 2018[1])
  - Disney Village de Disneyland Paris (France)
  - Ikspiari du Tokyo Disney Resort (Japon)
  - Downtown Disney à Walt Disney World Resort (Floride) ouvert le 6 août 1996, sur 2 900 m2 et avec 450 places[2].
  - Disney's Animal Kingdom à Walt Disney World Resort (Floride)

Ces trois restaurants américains Disney génèrent officiellement 80 millions de $ de revenu annuel.
- 25 autres lieux aux États-Unis dont ceux
  - Mall of America ouvert le 3 octobre 1994 sur 1 490 m2 et avec 295 places.
  - au Fisherman's Wharf à San Francisco
  - au MGM Grand Las Vegas (à Las Vegas)
  - sur le bord de mer à Atlantic City
- Au Canada dont Niagara Falls et le Yorkdale Shopping Centre
- Au Mexique dont  Plaza Forum By The Sea à Cancún, Mundo "E" et Santa Fe Mall à Mexico.
- Au Royaume-Uni à Londres à proximité de Piccadilly Circus sur Shaftesbury Avenue